# Aulospora
Aulospora — рід грибів. Назва вперше опублікована 1909 року.

## Класифікація
До роду Aulospora відносять 1 вид:
- Aulospora epimyces